# À la recherche du mari de ma femme
À la recherche du mari de ma femme (en àrab البحث عن زوج امراتى) és una pel·lícula de comèdia marroquina del 1993 dirigida per Mohamed Abderrahman Tazi i escrita per Farida Benlyazid. Fou projectada en nombrosos festivals nacionals i internacionals. on va guanyar un nombre de premis. És una de les pel·lícules domèstiques més populars del Marroc, vista aproxiamdament per un milió d'espectadors. Lalla Hobby és la seqüela.

## Argument
Un faldiller impenitent, el polígam Hadj Benmoussa viu a l'antiga medina de Fez amb les seves tres esposes que mantenen unes relacions força bones entre elles dins de la seva llar. Quan sospita que la seva dona preferida, Houda, coqueteja amb un home més jove, es divorcia d'ella per tercera vegada amb un sobtat atac de gelosia, però aviat es penedeix. Però la llei islàmica és insoluble en aquest tema: Hadj Benmoussa podrà tornar a casar-se amb Houda només si un altre home la fa la seva dona i al seu torn es divorcia ...

## Repartiment
- Bachir Skiredj (Hadj Ben Moussa)
- Mouna Fettou (Houda)
- Naïma Lamcharki (Lalla Rabea)
- Amina Rachid (Lalla Hobby)
- Fatima Moustaid (Tamo)
- Lalla Mamma (mare de Houda)
- Mohamed Afifi (pare de Houda)
- Ahmed Taïeb El Alj (joier)
- Abderrahim Bargach (sastre)
- Mahdi Kotbi segon marit)
- Fatima Mernissi

## Reconeixements
- Festival de Cinema Mediterrani de Montpeller, 1993 - Premi del Públic[18]
- Festival Internacional de Cinema de Montreal, 1993 - Premi del Jurat
- Festival de Cinema de Cartago, 1994 - Premi del Públic
- Festival Nacional de Cinema de Tànger, 1995
- Festival Panafricà de Cinema i Televisió de Ouagadougou, 1995 - Premi de la crítica